# Городская усадьба Долгоруких — Р. Б. Шен
Городская усадьба Долгоруких — Р. Б. Шен — усадьба в Москве по адресу 2-й Сыромятнический переулок, дом 11. Объект культурного наследия регионального значения.

## История
Усадьба принадлежала князьям Долгоруким. Рядом располагались усадьбы Волконских и Гагариных, купеческие особняки. Дом был поставлен в глубине владения, от дороги его отделял большой парадный двор, в усадьбе был разбит обширный сад. Напротив дома стояла Троицкая церковь в Сыромятниках, снесённая в 1930-х годах. В настоящее время дом стоит торцом к 3-му Сыромятническому переулку.
В основании сохранившегося дома лежат палаты XVIII века, архитектором которых по всей вероятности является Д. В. Ухтомский. В 1770-х годах в усадьбе располагался частный пансион профессора И. М. Шадена, в 1774-76 годах здесь учился историк и издатель Платон Петрович Бекетов.
В конце XVIII века владельцами имения стали купцы, сначала — П. Х. Колесников, после войны 1812 года — братья Иван и Николай Халутинниковым. Следующим хозяином усадьбы стал дворянин Фридрих Фридрихович Биркель, архитектор М. К. Геппенер выполнил для него проект трёхэтажной башни, которая была пристроена к дому слева и значительно преобразила его облик.
Последним хозяином дома до революции стал купец второй гильдии Роман Богданович Шен, торговавший шерстяной пряжей и занимавшийся благотворительностью (он был одним из попечителей и меценатом Мещанского попечительства о бедных). При нём главный дом усадьбы изменился до неузнаваемости, по его заказу архитекторы Б. В. Фрейденберг и В. И. Чагин превратили дом с башенкой в подобие небольшого западноевропейского замка.
В 2017 году в усадьбе разместилась частная клиника «СМ-Клиника», название которой размещено на фасаде.

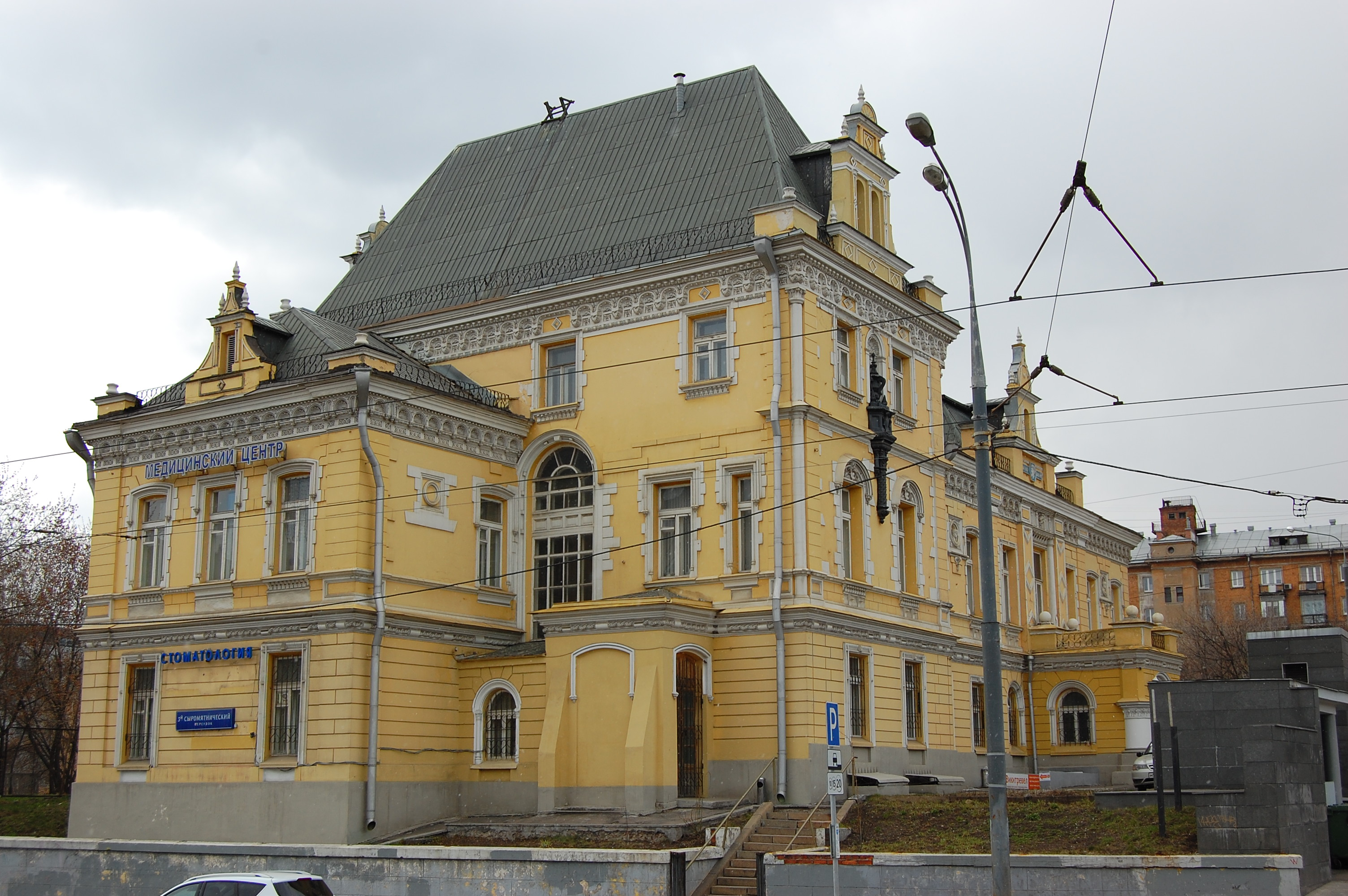
Дом в 2015 году
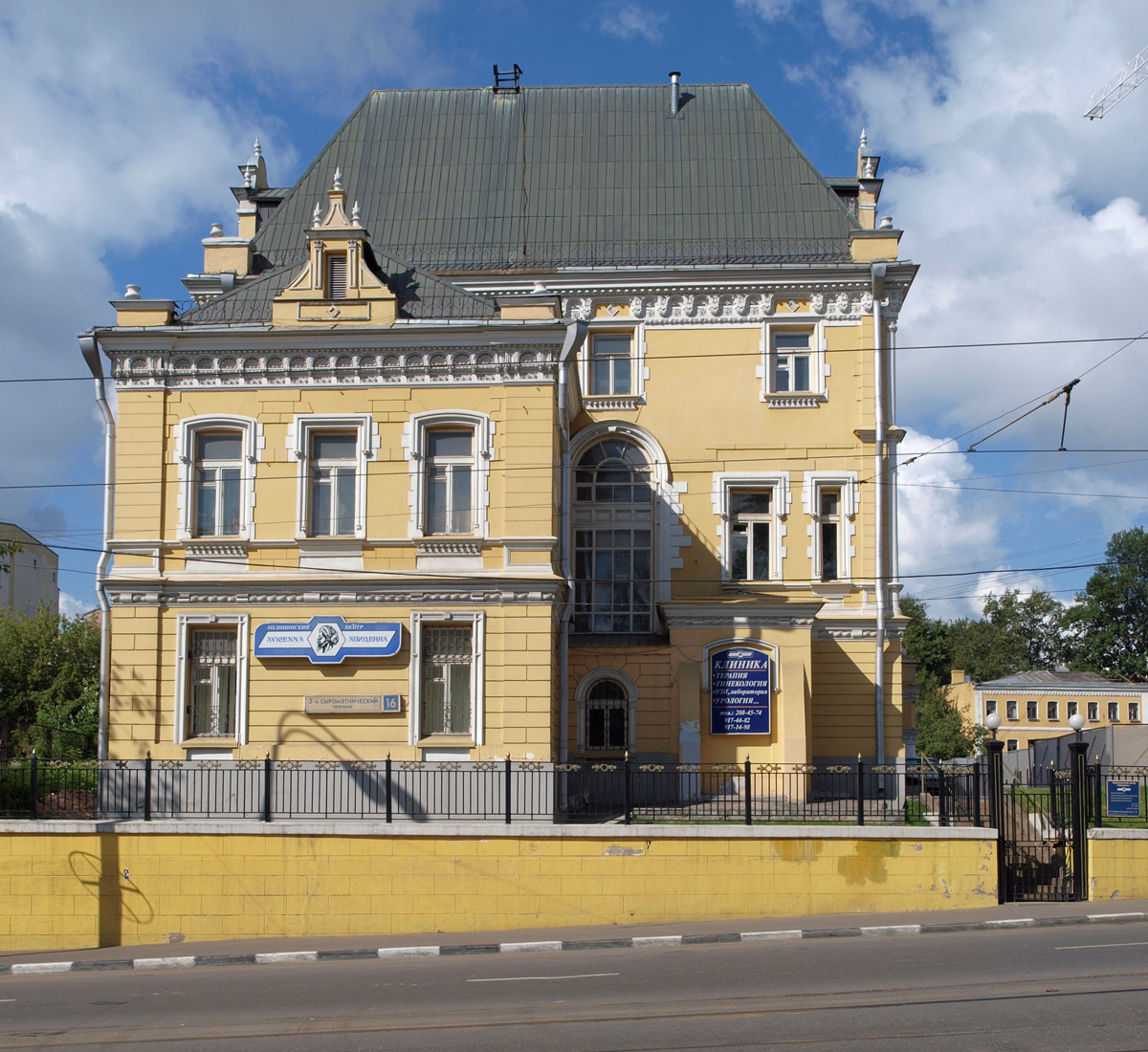
Торец дома, 2008 год